# Джонсон, Линн-Холли
Линн-Хо́лли Джо́нсон (англ. Lynn-Holly Johnson; 13 декабря 1958, Чикаго, Иллинойс, США) — американская актриса, кинорежиссёр и фигуристка.

## Биография
Линн Холли Джонсон родилась 13 декабря 1958 года в Чикаго (штат Иллинойс, США) в семье генерального подрядчика Алана Джонсона и домохозяйки Маргарет Джонсон. У Линн-Холли есть старшие брат и сестра — Грегг Джонсон (род.1956) и Кимберли Джонсон. Линн Холли добавила дефис в своё имя после того, как её соседка написала её имя с ним.

## Карьера
Линн-Холли начала свою карьеру в качестве фигуристки в начале 1970-х годов. В 1974 году Джонсон завоевала «серебро» на Чемпионате США по фигурному катанию в категории Novice. В 1977 году она ушла из любительского спорта и стала выступать в «Ice Capades».
В 1978 году Линн-Холли дебютировала в кино, сыграв роль Алексис Уинстон в фильме «Ледяные замки». Всего она сыграла в 23-х фильмах и телесериалах.
В 2009 году Линн-Холли дебютировала в качестве режиссёра, сняв эпизоды «Последний смех» и «Выпуклые мысли» телесериала «Сказки тёмной осени», а в эпизоде «Как попало» она сыграла роль профессора Карло.

## Личная жизнь
С 1993 года Линн-Холли замужем за Келли Джеем Гивенсом. У супругов есть двое детей — сын Келлам Дейн Гивенс и дочь Дженси Гивенс.

## Проблемы со здоровьем
Линн-Холли страдает пороком сердца и имела тромб. В январе 2010 года Джонсон перенесла инсульт.

## Избранная фильмография
актриса
| Год  |   | Русское название          | Оригинальное название | Роль             |
| ---- | - | ------------------------- | --------------------- | ---------------- |
| 1978 | ф | Ледяные замки             | Ice Castles           | Алексис Уинстон  |
| 1981 | ф | Только для твоих глаз     | For Your Eyes Only    | Биби Даль        |
| 1986 | с | Секретный агент Макгайвер | MacGyver              | Ингрид Баннистер |
| 2009 | с | Сказки тёмной осени       | Tales from Dark Fall  | профессор Карло  |

режиссёр
- 2009 — «Сказки тёмной осени»/Tales from Dark Fall